# Chcę zjeść twoją trzustkę
Chcę zjeść twoją trzustkę (jap. 君の膵臓をたべたい Kimi no suizō o tabetai) – powieść autorstwa Yoru Sumino. Na jej podstawie powstał szereg adaptacji – manga, film live action oraz film animowany. 
Manga została w Polsce wydana nakładem wydawnictwa Dango.
Na podstawie powieści w 2018 roku powstał film animowany Kimi no suizō o tabetai.

## Powieść
Yoru Sumino początkowo publikowała powieść na łamach portalu internetowego Shōsetsuka ni narō, następnie powieść 19 czerwca 2015 roku została wydana w pojedynczym tomie przez wydawnictwo Futabasha; ilustrację na okładce wykonał loundraw.

## Manga
Na podstawie powieści powstała manga ilustrowana przez Idumi Kiriharę. Była publikowana w czasopiśmie Gekkan Action wydawnictwa Futabasha od 25 sierpnia 2016 roku do 25 maja 2017 roku. 
Manga została w Polsce wydana nakładem wydawnictwo Dango.
| Nr | Język japoński  | Język japoński         | Język polski  | Język polski           |
| Nr | Data wydania    | ISBN                   | Data wydania  | ISBN                   |
| -- | --------------- | ---------------------- | ------------- | ---------------------- |
| 1  | 10 lutego 2017  | ISBN 978-4-575-84925-7 | 26 marca 2018 | ISBN 978-83-65856-18-0 |
| 2  | 20 czerwca 2017 | ISBN 978-4-575-84993-6 | 18 maja 2018  | ISBN 978-83-65856-19-7 |

## Film live action
Powstała także adaptacja w formie filmu live action. Główne role odgrywają w niej Takumi Kitamura oraz Minami Hamabe. Film miał swoją premierę w Japonii 28 lipca 2017 roku.
Film zarobił ponad 3,19 miliarda jenów (ok. 28,4 miliona dolarów).
Film był nominowany do nagrody Japońskiej Akademii Filmowej w kategorii film roku oraz najlepszy scenariusz; natomiast odtwórcy głównych ról, Minami Hamabe i Takumi Kitamura, zdobyli nagrodę w kategorii debiut roku.

## Film animowany
Powstawanie adaptacji powieści w formie filmu animowanego zostało ogłoszone w sierpniu 2017 roku. Za scenariusz i reżyserię filmu odpowiadał Shinichirō Ushijima, natomiast za produkcję Keiji Mita. Film wyprodukowało studio VOLN. Premiera w japońskich kinach odbyła się 1 września 2018 roku.